# Ravni Dol, Sodražica
Ravni Dol este o localitate din comuna Sodražica, Slovenia, cu o populație de 15 locuitori.